# Ueli Scheidegger
Ueli Scheidegger (ur. 22 lipca 1938 w Adelboden) – szwajcarski skoczek narciarski, uczestnik Mistrzostw Świata w Narciarstwie Klasycznym 1962 i Zimowych Igrzysk Olimpijskich 1964.
W lutym 1962 uczestniczył w mistrzostwach świata w narciarstwie klasycznym. W konkursie skoków na skoczni K-90 zajął 22. miejsce, a na skoczni K-60 był siedemnasty.
W latach 1959–1964 startował w konkursach Turnieju Czterech Skoczni. Najlepsze miejsce w konkursie zajął 30 grudnia 1961 w Innsbrucku, kiedy był 18.

## Igrzyska olimpijskie
| Miejsce | Dzień       | Rok  | Miejscowość                | Skocznia                   | Punkt K | Konkurs  | Skok 1 | Skok 2 | Skok 3 | Nota       | Zwycięzca        |
| ------- | ----------- | ---- | -------------------------- | -------------------------- | ------- | -------- | ------ | ------ | ------ | ---------- | ---------------- |
| 48.     | 31 stycznia | 1964 | Innsbruck/Seefeld in Tirol | Toni-Seelos-Olympiaschanze | K-70    | indywid. | 72,0 m | 68,5 m | 64,0 m | 176,4 pkt  | Veikko Kankkonen |
| 51.     | 9 lutego    | 1964 | Innsbruck                  | Bergisel                   | K-90    | indywid. | 73,0 m | 70,0 m | 65,0 m | 154,3 pkt. | Toralf Engan     |

## Mistrzostwa świata
| Mistrzostwa    | Data           | Skocznia | Konkurs | Skok 1    | Skok 1 | Skok 2    | Skok 2 | Skok 3    | Skok 3 | Nota łączna | Miejsce | Strata | Zwycięzca        | Źródło |
| Mistrzostwa    | Data           | Skocznia | Konkurs | Odległość | Nota   | Odległość | Nota   | Odległość | Nota   | Nota łączna | Miejsce | Strata | Zwycięzca        | Źródło |
| -------------- | -------------- | -------- | ------- | --------- | ------ | --------- | ------ | --------- | ------ | ----------- | ------- | ------ | ---------------- | ------ |
| 1962, Zakopane | 21 lutego 1962 | normalna | ind.    | 66,5      | 102,1  | 65,0      | 99,7   | 64,0      | 90,3   | 201,8       | 17.     | 21,8   | Toralf Engan     | [ 2 ]  |
| 1962, Zakopane | 25 lutego 1962 | duża     | ind.    | 94,5      | 105,8  | 90,0      | 98,1   | 90,5      | 93,5   | 203,9       | 22.     | 37,5   | Helmut Recknagel | [ 3 ]  |